# 바트룬
바트룬(아랍어: ٱلْبَتْرُون al-Batrūn, 기독교 및 유대계 팔레스타인 아람어: בִתרוֹן  Biṯron)은 북레바논의 해안 도시이며 전세계에서 가장 오랜 기간 지속적으로 거주한 도시 중 한 곳이기도 하다. 바트룬 지구의 중심 도시이다.

## 어원
'바트룬'은 서아람어로 보이며,
현대화 이전 아랍어 문서에서는 'bṯrwn'(아랍어: بثرون)으로 등장하는데, 아람어 명칭에서 t 발음의 연음화(begadkefat)가 이뤄진 것으로 예상된다. Elie Mardini는 아람어 명칭의 th에서 t로 전환이 레반트 아랍어의 특정 마찰음이 합쳐진 데에서 비롯한다고 주장했다.

## 역사
바트룬은 기원전 14세기경의 아마르나 문서에서 언급된 '바르투나'일 것으로 추정된다. 바트룬은 스트라본, 플리니우스, 프톨레마이오스, 비잔티움의 스테파노스 등 고대 지리학자들에게 언급되었다. 증거자 테오파니스는 '보스트리스'(Bostrys)라고 불렀다."
페니키아인들은 고전 고대 시기에 테오프로소폰 그리고 비잔티움 제국 기간에는 리토프로소폰이라 불린 곶(串)의 남쪽에 바투룬을 세웠다. 바투룬은 아합과 결혼한 제바벨(기원전 897년-기원전 866년)의 아버지인 티레의 왕 이토바알 1세 (에스바알)이 세웠다고 전해진다.
이곳 도시는 포니케 속주라는 이름으로 로마의 지배를 받았으며, 이후에 이 지역은 기독교화가 이뤄져 안티오키아 총대주교의 속주교구가 되었다.

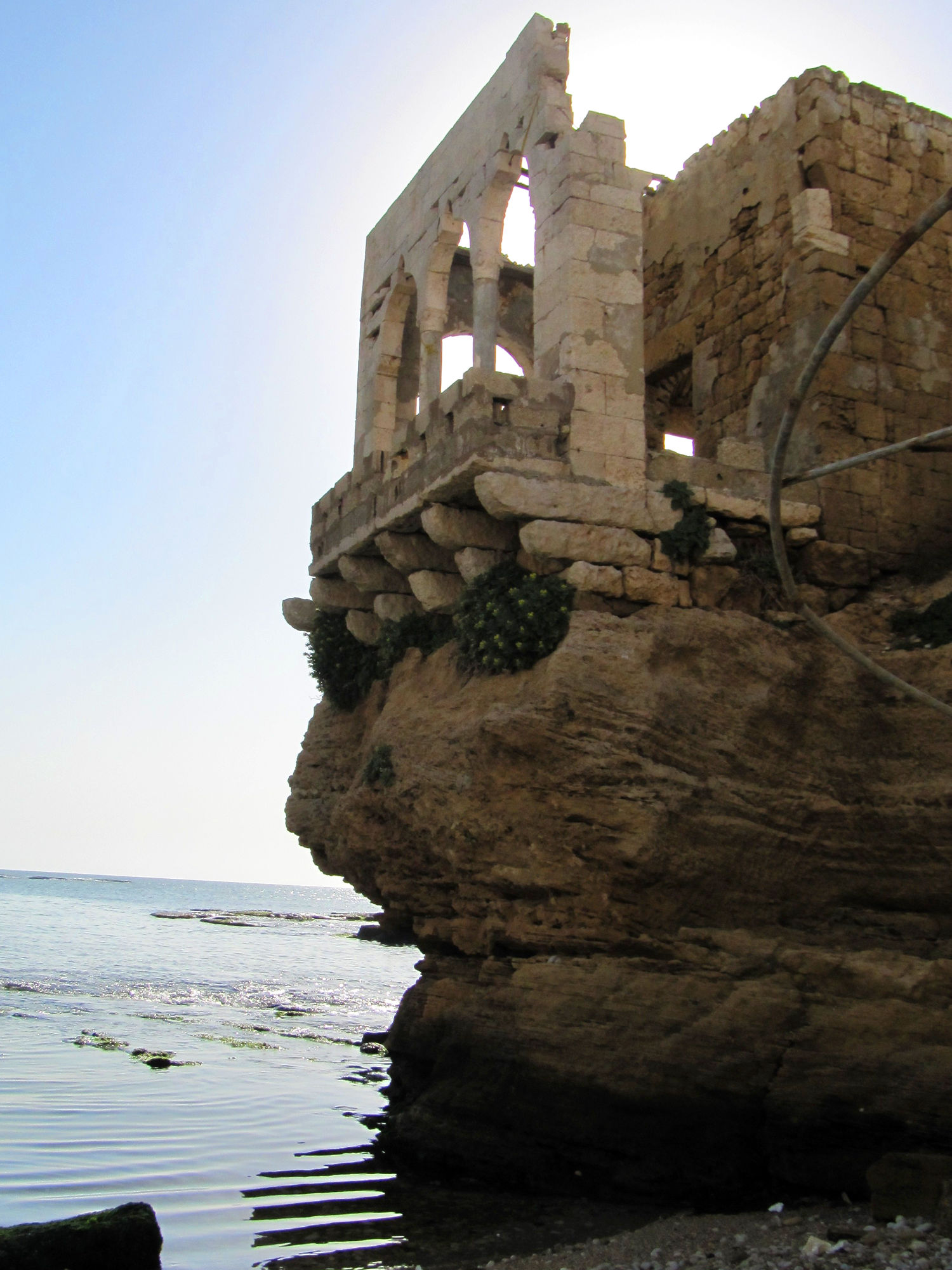
레바논 바트룬의 바위 해안에 있는 '마카아드 엘 미르' 유적

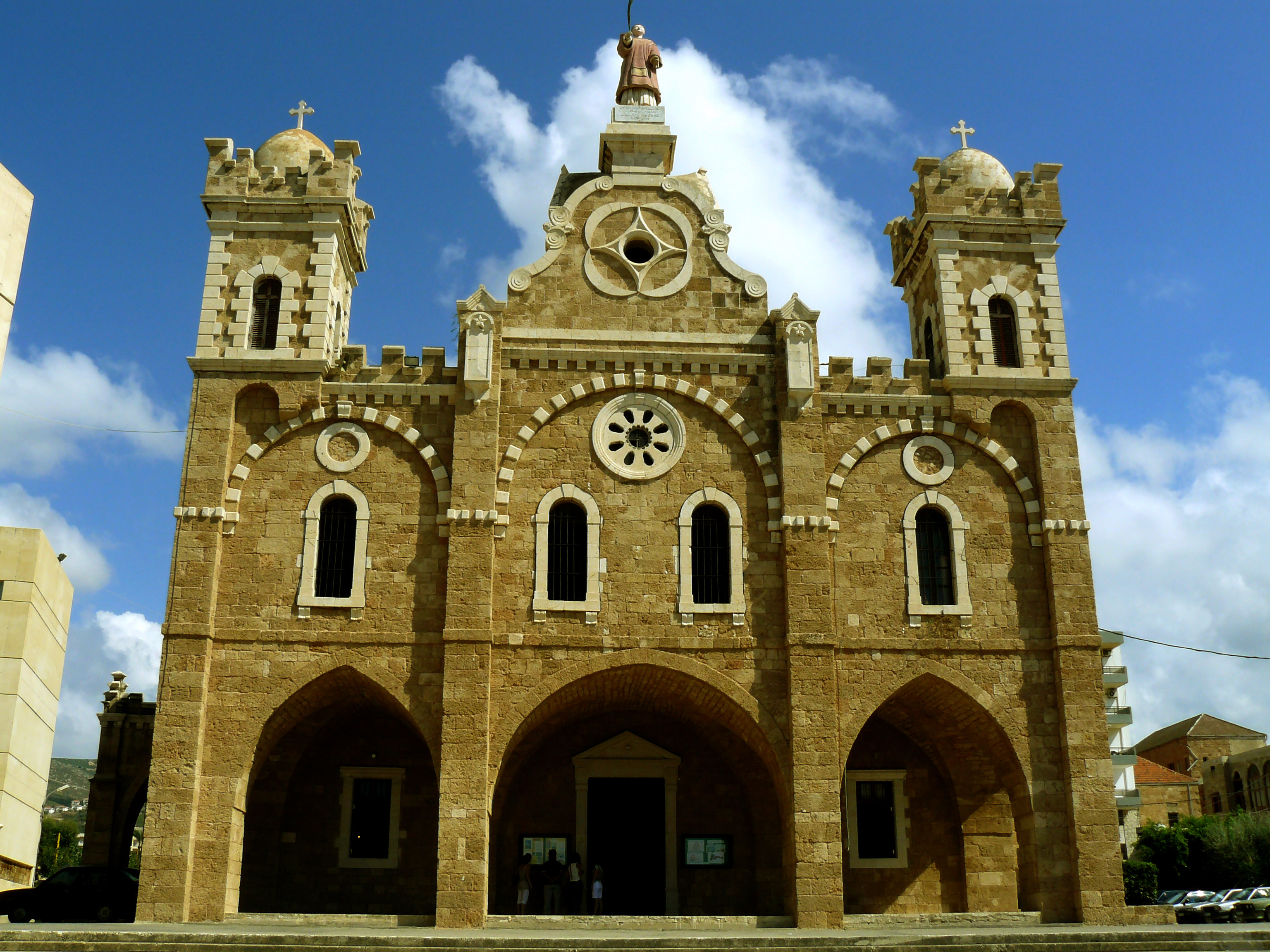
성 스테파노 교회

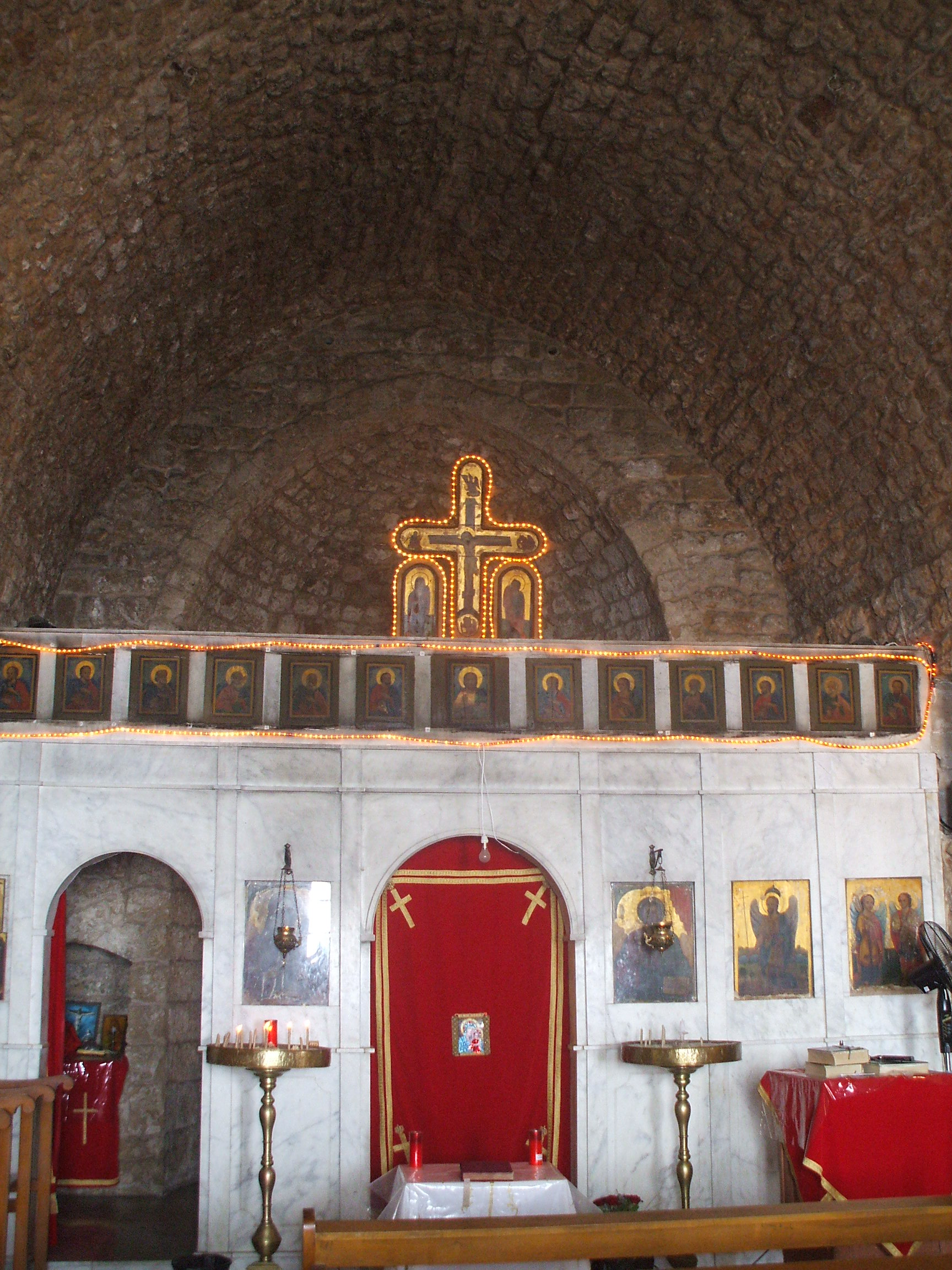
바다의 별

551년에, 바트룬은 지진으로 파괴되었는데, 이 지진은 산사태를 일으켰고 리토프로소폰곶에 금을 유발했다. 역사가들은 바트룬의 넓은 자연항이 이 지진으로 형성된 것이라고 여긴다.
바트룬 출신의 그리스 정교회 주교 세 명이 알려져 있는데 Porphyrius in 451년의 포르피리오스, 512년경의 엘리아스, 553년의 스테파노스 등이다(르퀴앙, II, 827). 그리스어로 된 노티티아이 에피스코파툼에 따르면, 그리스 정교회 교구가 바투룬이 '페트로니온'이라 불리던 시절인 10세기 이래로 존재했었다고 한다. 이슬람교도들이 이 지역을 정복한 이후, 이곳 지명이 아랍어화가 이뤄져 바트룬으로 바뀌었다.
바트룬은 1104년에 십자군의 지배를 받게 되어, 트리폴리 백국의 일부인 보트룬 영주령의 일부로 알려지게 되었으며, 1289년 맘루크 술탄국에 정복당했다. 바트룬의 유적지 중 하나인 음세일라 요새가 있으며, 이 요새는 산맥으로 둘러싸인 평야 한 가운데에 볼록 튀어나온, 날카로운 측면을 지닌 거대한 바위 위에 건설되었다.
오스만 제국 시절, 바트룬은 레바논  무타사르리프령의 카자 중심지였고 마론교회 안티오키아 대교구의 속주교구가 있었다. 1999년 이래로, 마론교회 수도좌 주교구이다.

## 경제와 도시 개발
옛부터, 바트룬은 베이루트와 트리폴리를 잇는 바다와 도로 사이 경계에 있었다.
이후, 이 지역의 경제 조직들의 역사적 기능들이 레저 서비스 기반 경제(나이트클럽, 바, 레스토랑, 상점 등)로의 급격한 변화는 이 도시의 독특하고 유일한 발달이 되었다. 바트룬의 경제 형태 변형은 새롭게 생겨나는 도심 교외 지역(인근 구릉지대: 신바트룬, 바트룬 구릉지대, 바스피나 등)으로의 주거 재정착으로 인해 결과적으로 도시 중심부의 부동산 시장의 과대평가를 야기하였다. 이곳의 도심의 경제 구성 (레저와 상업에 중심)이 가속화된 스프롤 현상이 자연 환경 (소나무숲과 오렌지 과수원)의 파괴와 토지 비용의 급격한 상승을 야기하고 있는, 주거 중심의 교외 지역 구성과 균형을 이루고 있음이 분명하게 나타나고 있다.

## 관광
바트룬은 북부주의 주요 관광지이다. 이곳 도시는 옛 마론 교회과 그리스 정교회의 교회들을 뽐내고 있다. 또한 펍과 나이트클럽 등을 포함한 강렬한 야간 유흥을 갖춘 주요 해변 리조트이기도 하다. 시트러스 과수원이 바트룬 주변을 둘러싸고 있으며, 이곳의 카페와 레스토랑에서 팔고 있는 신선한 레모네이드로 20세기부터 유명하다. 바트룬의 해안을 따라 타는 자전거 역시도 여름 때 이름난 액티비티이다.
2009년에 바트룬 국제 페스티벌이 탄생했다. 유명한 레바논 및 세계적 예술가들이 참가하기 시작했으며 매년 구도심 항구 지역에서 7월 혹은 8월에 열린다.

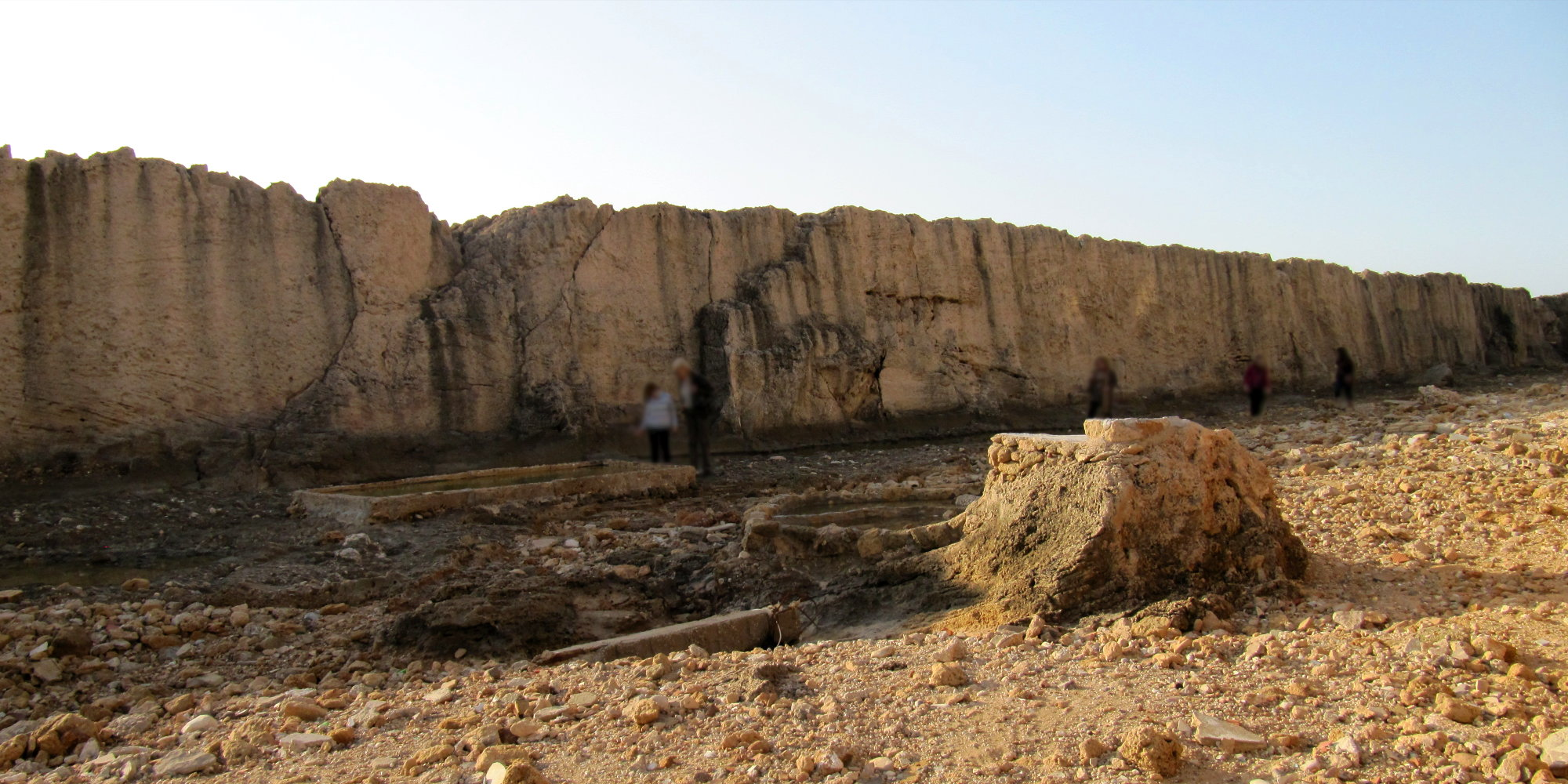
해일을 막기 위해 설치된 고대 페니키아의 벽

## 인구
바트룬의 인구는 주로 마론교도, 멜키트교도, 그리스 정교도 등의 그리스교도들이다. 바트룬은 로마 가톨릭교회 (라틴 전례)의 명목상 교구이다.

## 참고 문헌
- Barber, Malcolm (2012). 《The Crusader States》. Yale University Press. ISBN 978-0-300-11312-9.
- Runciman, Steven (1989). 《A History of the Crusades, Volume III: The Kingdom of Acre and the Later Crusades》. Cambridge University Press. ISBN 0-521-06163-6.